# Port Alfred
Port Alfred este un oraș din provincia Oos-Kaap, Africa de Sud.